# Шереметевский, Фёдор Петрович
Фёдор Петрович Шереметевский (1840—1891) — врач, физиолог, ординарный профессор Московского университета; действительный статский советник.

## Биография
Отец служил в Московском Опекунском совете.
Фёдор учился во 2-й Московской гимназии, а с 1854 года в 4-й московской гимназии, которую окончил в 1856 году. Затем окончил медицинский факультет Московского университета с золотой медалью и званием лекаря с отличием (1861) — ученик профессора П. П. Эйнбродта. По окончании курса работал в разных больницах; с 1864 года был оставлен при кафедре физиологии Московского университета для подготовки к профессуре, лаборантом физиологической лаборатории (фактически заведовал ею, заменяя заболевшего Эйнбродта).
В 1866—1888 годах находился в заграничной командировке; занимался физиологией, главным образом, в лабораториях Г. Гельмгольца, К. Людвига, Р. Бунзена и др. По возвращении в Россию защитил в Московском университете диссертацию на степень доктора медицины «Материалы к физиологии окислительных процессов в крови живого организма» и был утверждён доцентом.
Экстраординарный профессор (1870), ординарный профессор (1878) по кафедре физиологии медицинского факультета Московского университета.
Способствовал усилению экспериментальной базы физиологической лаборатории. Крупная научная работа Шереметевского была обнародована в речи «Физиологические основы психических явлений в пределах научного познания», произнесённая на годичном торжественном акте Московского университета в январе 1889 года. В этой работе была установлена тесная связь физиологических и психических процессов.
Ф. П. Шереметевский являлся членом-учредителем нескольких научных обществ: Московского психологического общества, Общества любителей естествознания, антропологии и этнографии, Московского общества испытателей природы.